# ㅟ
ㅟ는 ㅜ와 ㅣ가 합쳐진 모음이다. 그러나 단모음이다.
‘쥐’, ‘귀’, ‘뒤’처럼 자음 뒤에서는 단모음 [y](위)로 발음하는 경우가 많고 어두 자음이 없는 경우에는 이중모음 [wi](우이)로 발음하는 것이 일반적이었지만 최근에 들어서 단모음으로 발음되던 경우에도 점차 이중모음으로 발음하는 경향이 많아지고 있다. 예를 들면 ‘뒤’는 [ty](뒤)가 원칙이나 [tɥi]나 [twi](두이)로 발음하는 경향이 강하다.
| 자명 | 위, 우이                     |
| 발음 | 어두 : [ y ], 어중 : [ y ]   |
| 이음 | 어두 : [ wi ], 어중 : [ ʷi ] |

## 코드값
| 종류                  | 글자 | 유니코드 | HTML     |
| --------------------- | ---- | -------- | -------- |
| 한글 호환 자모 영역   | ㅟ   | U+315F   | &#12639; |
| 한글 자모 영역        | ᅟᅱ   | U+1171   | &#4465;  |
| 한양 사용자 정의 영역 |   | U+F83A   | &#63546; |
| 반각                  | ￖ    | U+FFD6   | &#65494; |